# 門田和弘
門田 和弘（かどた かずひろ、1968年（昭和43年）6月5日 - ）は、YBC山形放送の元アナウンサー（現ディレクター）

## 人物
神奈川県鎌倉市出身。明治学院大学卒業後、1992年YBCに入社。同期のアナウンサーは小坂憲央、江橋摩美（YBC退社）、森厚子。「ピヨ卵」キャスターを10年間担当し、その後芳賀道也、佐伯敏光に次ぐ3代目で末期の『ズームイン!!朝!』山形担当キャスターを務めたが、『ズームイン!!SUPER』へのリニューアルに伴い降板。その後も続々とテレビ・ラジオの番組を担当。2005年度にはアノンシスト賞　ＣＭ部門「クラゲの気持ち」で、全国最優秀賞を受賞。
妻は元YBCアナウンサーで現フリーアナウンサーの門田（旧姓・森）厚子。1男1女の家族。
2011年度はディレクターとして制作部へ。録音風物誌「雪国～グラスの中の花咲かじいさん～」を制作し、全国最優秀賞を受賞。2012年４月よりアナウンサー職に復帰。
2018年に、YBC開局65周年に合わせて製作した楽曲「ぷにゅんといっしょ」の作詩作曲を手がける。
2022年度、門田アナが制作した【録音風物誌】「豪雪地の雪下ろし〜空から冷蔵庫が降ってきた！」が全国優秀賞。2023年度、同じく【録音風物誌】門田アナ制作の「うけたもう！羽黒山伏 ティム」が、全国最優秀賞を受賞する。
2024年4月22日の「グッとモーニン!!」をもってアナウンス職を一旦離れ、現在は制作部でディレクター業に専念。「おはよう民謡リクエスト」のパーソナリティーは継続して担当する。

## 担当番組
（出典：）

### テレビ
過去の担当放送
- ズームイン!!朝!（2001年4月からの最後の半年間）
- ぷち★ブレイク（月～金）
- ピヨ卵ワイド457
- 夢未来やまがたサンデー5
- ピヨ卵ワイド430（金）
- やまがた市政の目（毎月第2土曜日、午前9時40分～）
- YBCニュース
- YBCストレイトニュース

### ラジオ
- おはよう民謡リクエスト（日）

過去の担当放送
- CALL HIGHSCHOOL STUDIUM（1992年11月 - 1996年3月）
- ミュージックブランチ（金、2020年3月まで水曜担当）
- YBCハッピーロード
- 農業一口メモ（月～金）
- ゲツキンラジオ ぱんぱかぱ〜ん（火、木）
- グッとモーニン!!（月、金）
- おはよう民謡リクエスト（日）
- お話の国
- YBCスポーツ中継